# Pyrjatyn Nationalpark
Pyrjatyn Nationalpark ( ukrainsk: Пирятинський національний природний парк) er en nationalpark i Ukraine, der dækker en del af Udaydalen i den nordlige centrale del af landet. Det giver naturbevarelse og rekreation på flodens terrasser og flodsletter. Parken ligger omkring 130 km øst for Kiev, og er i det administrative distrikt Pyrjatyn i Poltava oblast.

## Topografi
Parkens består af adskilte dele langs Uday-floden, en biflod til Dnepr. Sektorerne er nogle gange adskilt med op til 1 km, og floden løber fra nordvest til sydøst i dette område. Terrænet er typisk for floddale på den østeuropæiske slette, med karakter af skov-steppe på skråningerne og vådområder på flodsletterne og terrasserne.

## Klima og økoregion
Klimaet i Pyrjatyn er efter Köppen klimaklassificering fugtigt kontinentalt klima (undertypen var sommer). Dette klima er kendetegnet ved store sæsonbestemte temperaturforskelle og en varm sommer (mindst fire måneder i gennemsnit over 10 °C, men ingen måned i gennemsnit over 22 °C.
Parken ligger i økoregionen den østeuropæiske skovsteppe, der er en overgangszone mellem løvskovene i nord og græsarealerne mod syd. Denne økoregion er karakteriseret ved en mosaik af skove, stepper og flodvådområder.

## Offentlig brug
Parken er relativt ny (grundlagt i 2009), og grundlæggende turistinfrastruktur er blevet etableret. Foreløbige videnskabelige opgørelser af planter og dyr er i gang. Parken sponsorerer uddannelsesprogrammer for lokale skoler, og der er anlagt en række vandrestier for de besøgende.